# Cognat-Lyonne
Cognat-Lyonne (okzitanisch: Conhat e Liona) ist eine französische Gemeinde mit 707 Einwohnern (Stand: 1. Januar 2022) im Département Allier  in der Region Auvergne-Rhône-Alpes. Sie gehört zum Kanton Bellerive-sur-Allier im Arrondissement Vichy. Die Einwohner werden Cognatois genannt.

## Geografie
Die Gemeinde Cognat-Lyonne liegt neun Kilometer westsüdwestlich von Vichy in der Landschaft Limagne bourbonnaise. Das Gemeindegebiet wird von den beiden Flüsschen Châlon und Béron durchquert. Umgeben wird Cognat-Lyonne von den Nachbargemeinden Escurolles im Nordwesten und Norden, Espinasse-Vozelle im Norden und Nordosten, Serbannes im Osten, Biozat im Süden, Charmes im Südwesten sowie Monteignet-sur-l’Andelot im Westen.

## Bevölkerungsentwicklung
| Jahr                       | 1962 | 1968 | 1975 | 1982 | 1990 | 1999 | 2006 | 2013 | 2022 |
| -------------------------- | ---- | ---- | ---- | ---- | ---- | ---- | ---- | ---- | ---- |
| Einwohner                  | 520  | 488  | 501  | 474  | 556  | 547  | 616  | 703  | 707  |
| Quellen: Cassini und INSEE |      |      |      |      |      |      |      |      |      |

## Sehenswürdigkeiten
- Romanische Kirche Sainte-Radegonde aus dem 12. Jahrhundert, seit 1862 Monument historique
- Schloss Lyonne aus dem 18. Jahrhundert
- Schloss Rilhat aus dem 15./16. Jahrhundert, seit 1980 Monument historique
- Schloss La Chaume

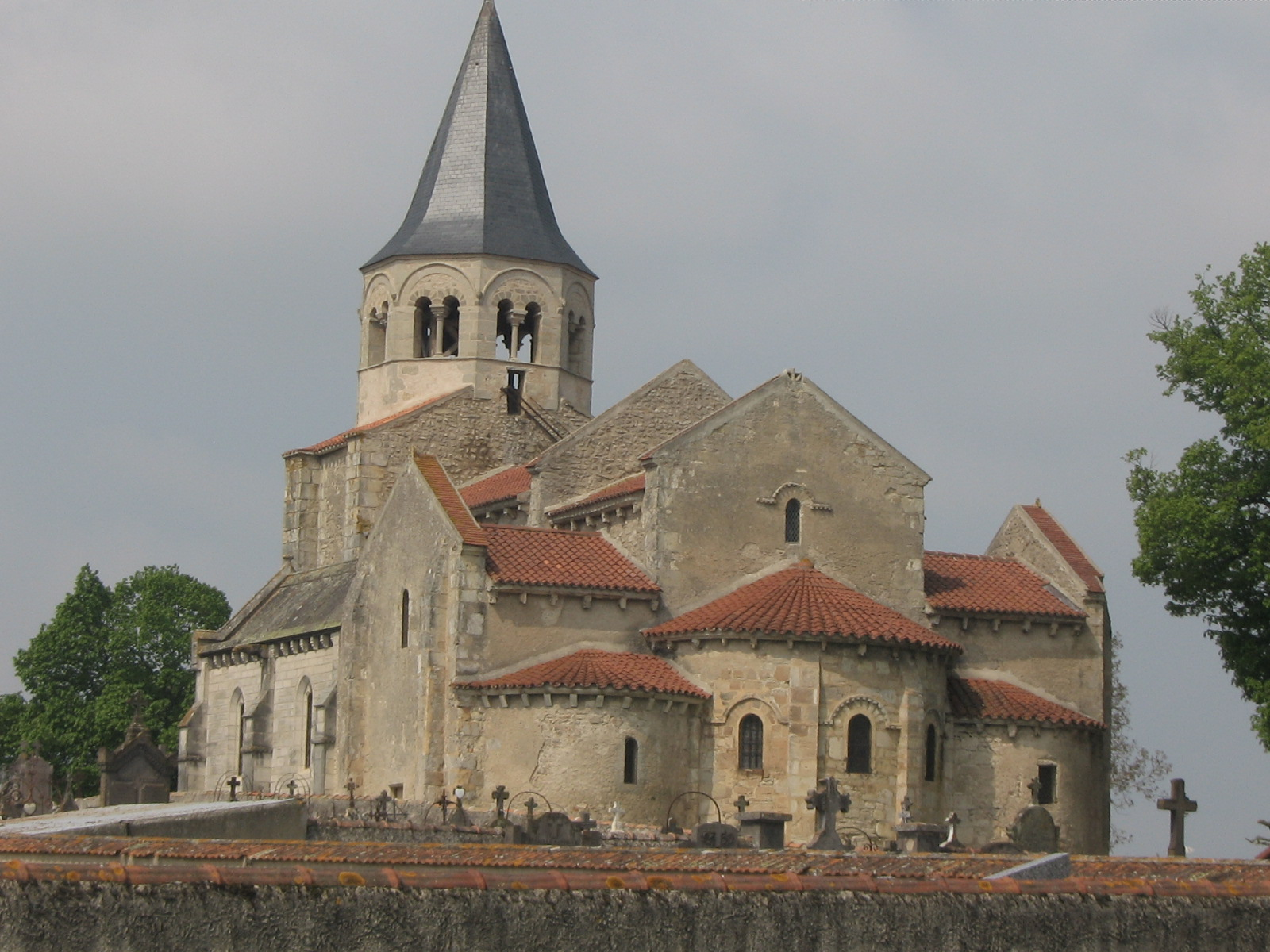
Kirche Sainte-Radegonde
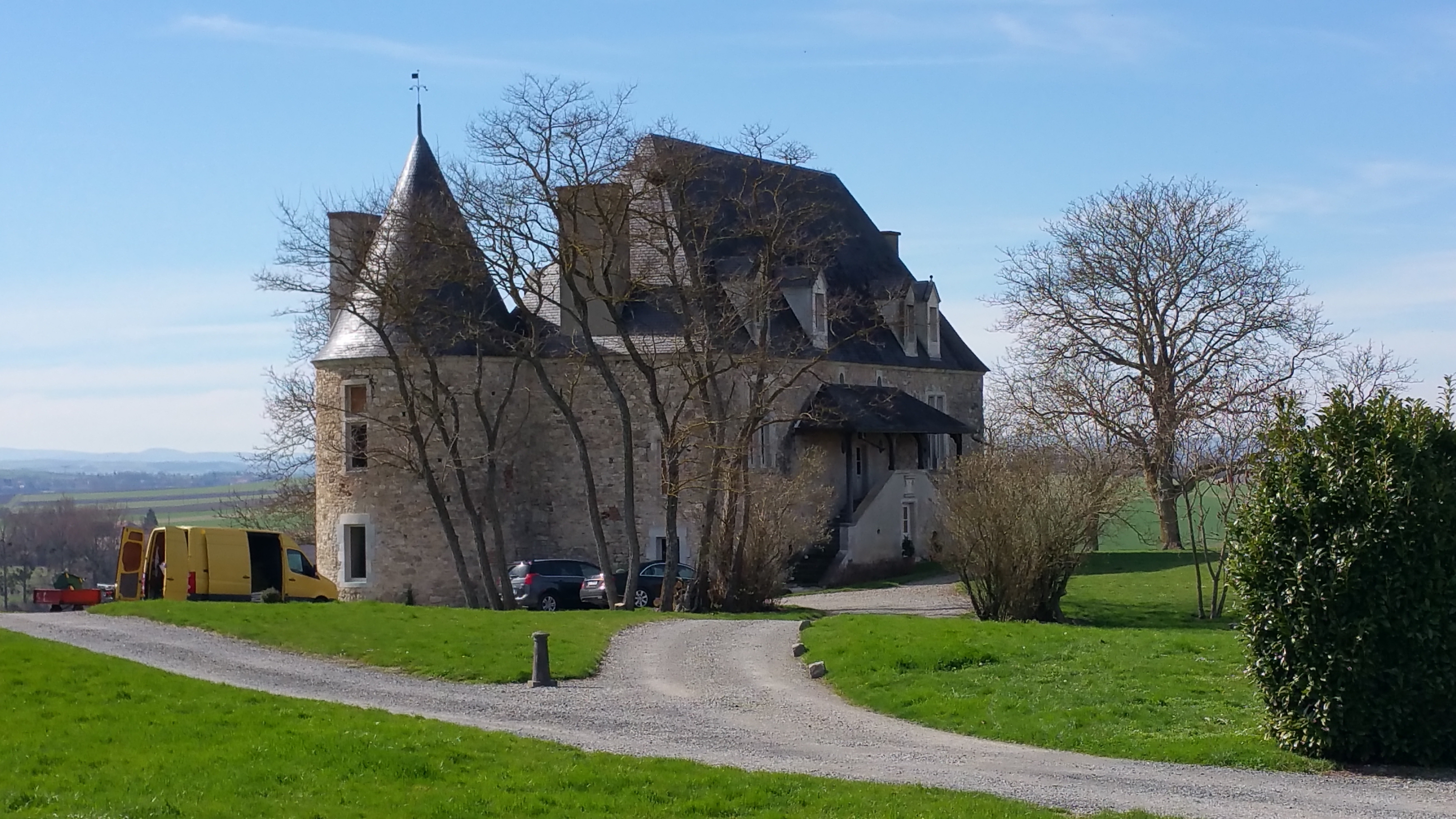
Schloss Rilhat
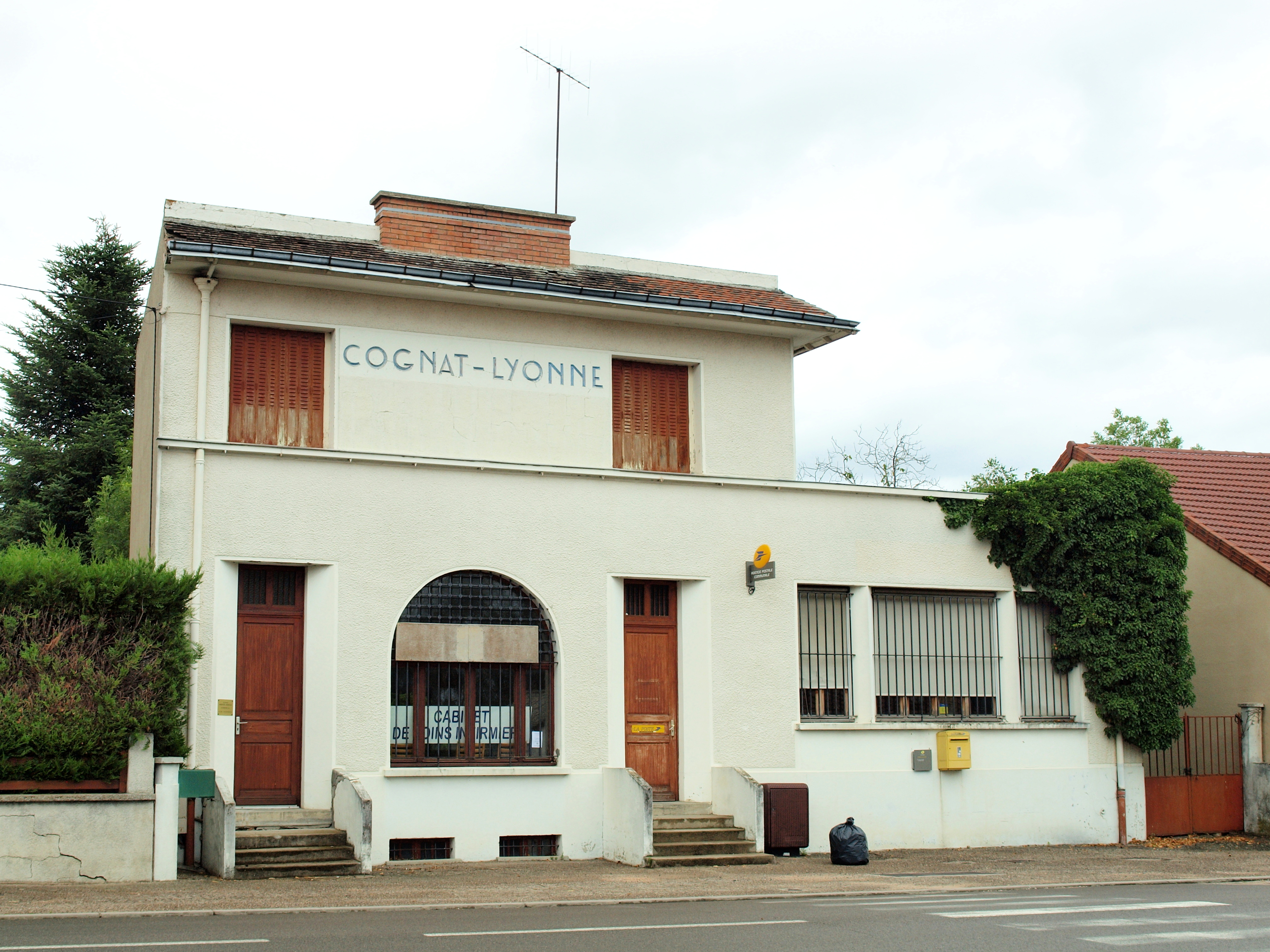
Postamt
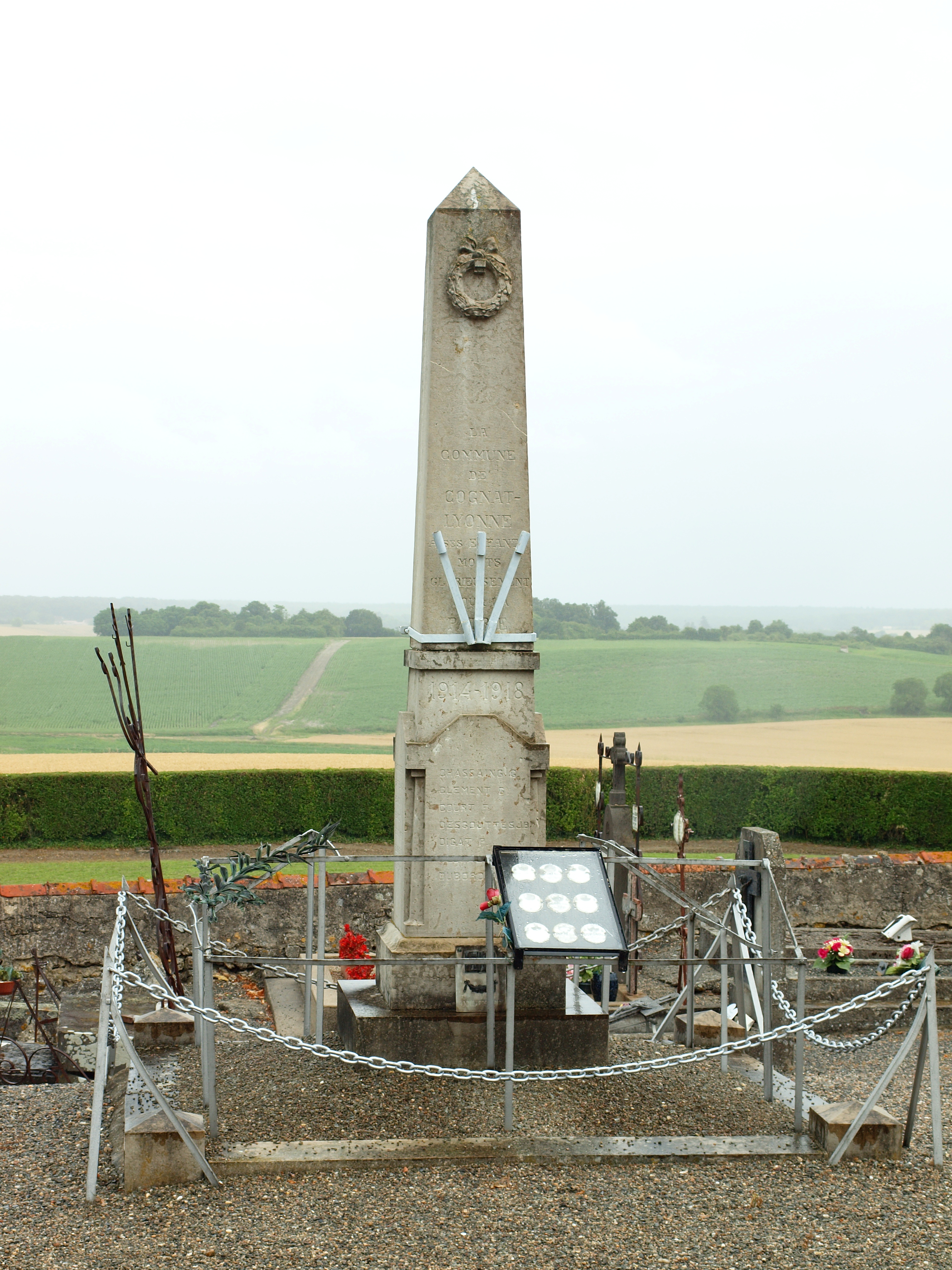
Gefallenendenkmal